# Preußische ES 1 bis ES 3

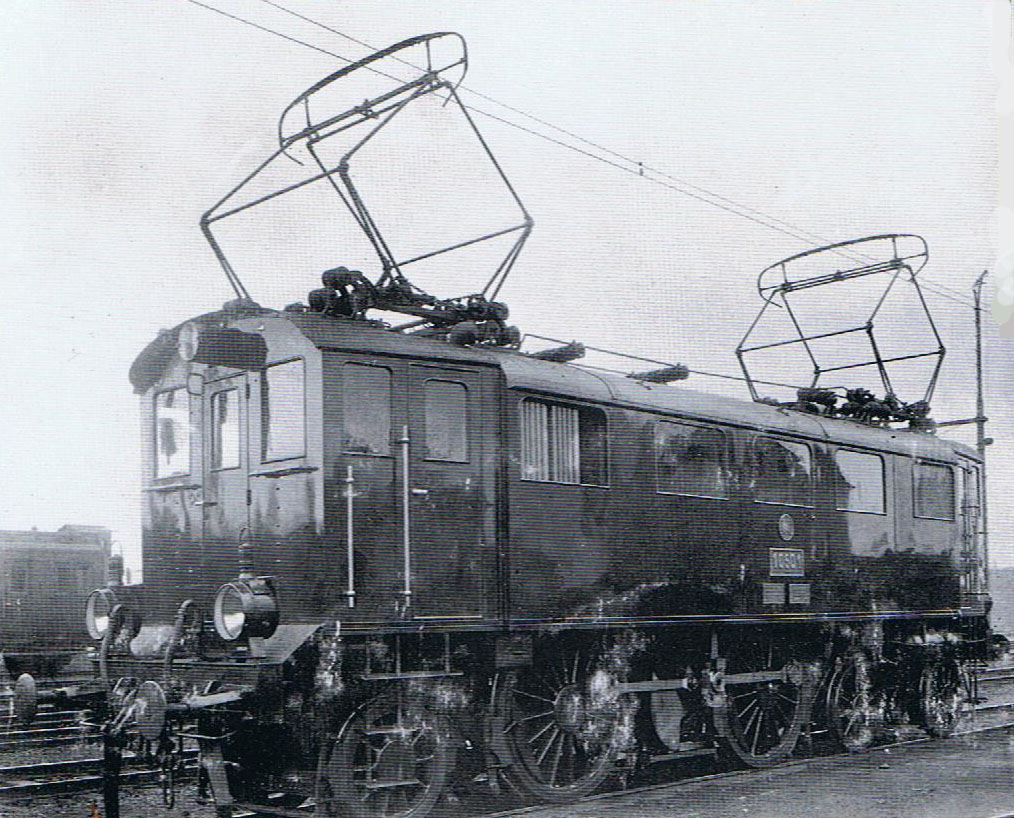
Preußische ES 1 Halle, im Anlieferungszustand als 10 501 Halle

Die Lokomotiven ES 1 bis ES 3 der Preußischen Staatsbahn waren die ersten Versuche der Eisenbahngesellschaft mit der elektrischen Traktion und wurden vor allem zwischen 1911 und Kriegsbeginn 1914 auf dem Streckenabschnitt Dessau–Bitterfeld erfolgreich erprobt.

## Vorlauf
1909 bestellten die Preußisch-Hessischen Staatsbahnen für ihre Versuchsstrecke im heutigen Sachsen-Anhalt drei Schnellzuglokomotiven und fünf Güterzuglokomotiven. Gefordert waren Lokomotiven, die bei 700 kW Dauerleistung und 50 t Dienstmasse eine Höchstgeschwindigkeit von 100 km/h erreichen konnten. In der Folge entstand eine enge Zusammenarbeit zwischen den Eisenbahndirektionen und der Industrie, von der schon lange auf Grund des Erfolgs von Straßenbahnen der Wunsch einer teilweisen Vollbahnelektrifizierung ausgegangen war.
Unter der Leitung von Gustav Wittfeld wurden drei Entwürfe für Schnellzuglokomotiven nach Erfahrungen der Badischen Staatsbahn erstellt. Weil die projektierte Versuchsstrecke sehr flach verlief, wurden die Maschinen mit nur zwei relativ großen Treibradsätzen ausgeführt. Ursprünglich war die Achsfolge 2’B vorgesehen, doch im Lauf der Entwicklung stellte sich heraus, dass die höhere Masse eine weitere Achse erfordert. Sie wurde in Form einer Adamsachse am bisher laufachsenlosen Ende eingebaut.
Zunächst war als Bezeichnung für die Maschinen das Kürzel WSL (Wechselstrom-Schnellzug-Lokomotive) vorgesehen. Als man auch für den Personen- und Rangierdienst Maschinen nachbestellte, änderte man das Schema und reihte elektrische Schnellzuglokomotiven nun mit der Bezeichnung ES ein.

## Einzelfahrzeuge
|                          | ES 1                                      | ES 2                                      | ES 3                                      |
| ------------------------ | ----------------------------------------- | ----------------------------------------- | ----------------------------------------- |
| Nummerierung 1911:       | WSL 10 501                                | WSL 10 502                                | WSL 10 503                                |
| Nummerierung 1912:       | ES 1                                      | ES 2                                      | ES 3                                      |
| Nummerierung 1926:       |                                           | DR E 00 02                                |                                           |
| Hersteller:              | Hanomag (Fahrzeugteil) SSW (elektr. Teil) | Hanomag (Fahrzeugteil) AEG (elektr. Teil) | Hanomag (Fahrzeugteil) BEW (elektr. Teil) |
| Baujahr(e):              | 1911                                      | 1911                                      | 1911                                      |
| Ausmusterung:            | 1923                                      | 1927                                      | 1923                                      |
| Achsformel:              | 2'B1'                                     | 2'B1'                                     | 2'B1'                                     |
| Gattung:                 | ES 25.74                                  | ES 25.73                                  | ES 25.71                                  |
| Spurweite:               | 1435 mm                                   | 1435 mm                                   | 1435 mm                                   |
| Länge über Puffer:       | 12.500 mm                                 | 12.500 mm                                 | 12.500 mm                                 |
| Gesamtradstand:          | 9000 mm                                   | 9000 mm                                   | 9000 mm                                   |
| Dienstmasse:             | 73,5 t                                    | 72,5 t                                    | 71,0 t                                    |
| Reibungsmasse:           | 32,8 t                                    | 32,3 t                                    | 32,0 t                                    |
| Höchst- geschwindigkeit: | 110 km/h 135 km/h im Versuchsbetrieb      | 110 km/h                                  | 120 km/h                                  |
| Stundenleistung:         | 735 kW 73 km/h                            | 662 kW 79 km/h                            | 1100 kW 80 km/h                           |
| Dauerleistung:           | 533 kW 100 km/h                           | 460 kW 78 km/h                            | 770 kW 85 km/h                            |
| Anfahrzugkraft:          | 79 kN                                     | 93 kN                                     | 142 kN                                    |
| Leistungs- kennziffer:   | 10,0 kW/t                                 | 9,1 kW/t                                  | 15,5 kW/t                                 |
| Treibrad- durchmesser:   | 1600 mm                                   | 1600 mm                                   | 1600 mm                                   |
| Stromsystem:             | 15 kV 16⅔ Hz ~                            | 15 kV 16⅔ Hz ~                            | 15 kV 16⅔ Hz ~                            |
| Stromübertragung:        | Oberleitung                               | Oberleitung                               | Oberleitung                               |
| Anzahl der Fahrmotoren:  | 1                                         | 1                                         | 1                                         |
| Antrieb:                 | Stangenantrieb mit Blindwelle             | Stangenantrieb mit Blindwelle             | Stangenantrieb mit Blindwelle             |

### ES 1
1911 wurde die Maschine an das BW Bitterfeld überstellt. Die in sie gesetzten Anforderungen, dass sie einen 240-t-Schnellzug mit 100 km/h auf der Strecke befördern könne, konnte die Ellok problemlos erfüllen. Bei Fahrten mit dem Drehgestell voraus konnte die Maschine sogar 135 km/h erreichen. Mit der Laufachse voraus waren wegen der schlechteren Führungseigenschaften keine derartigen Geschwindigkeiten fahrbar, das betraf alle drei Lokomotiven. Der Kriegsbeginn setzte ihrem Betrieb ein jähes Ende. Zur Wiederinbetriebnahme war die Maschine mit ihren wenigen Fahrstufen schon veraltet und gelangte so als Exponat in das Deutsche Museum in München, wo sie im Zweiten Weltkrieg schwer beschädigt und anschließend zerlegt wurde.

### ES 2

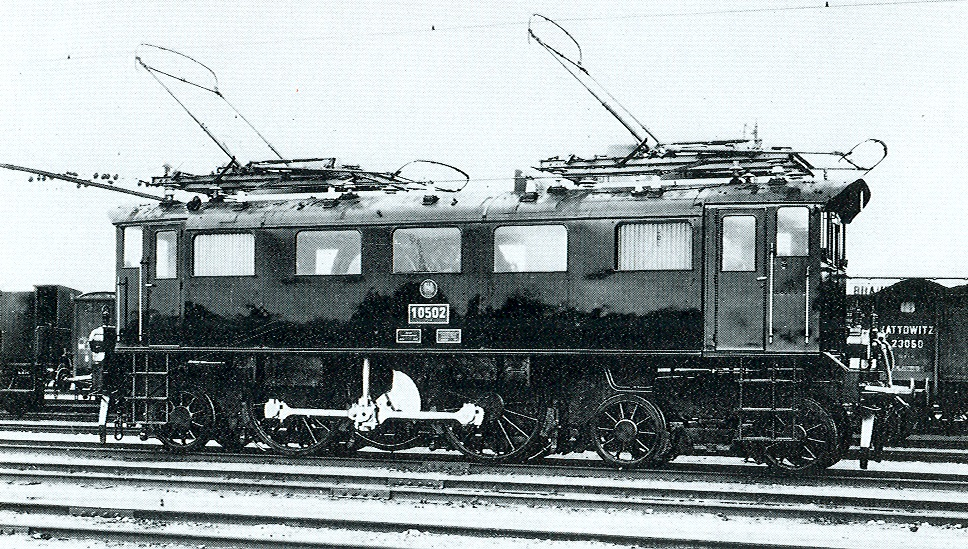
ES 2 1911 im Anlieferungszustand als 10502 Halle

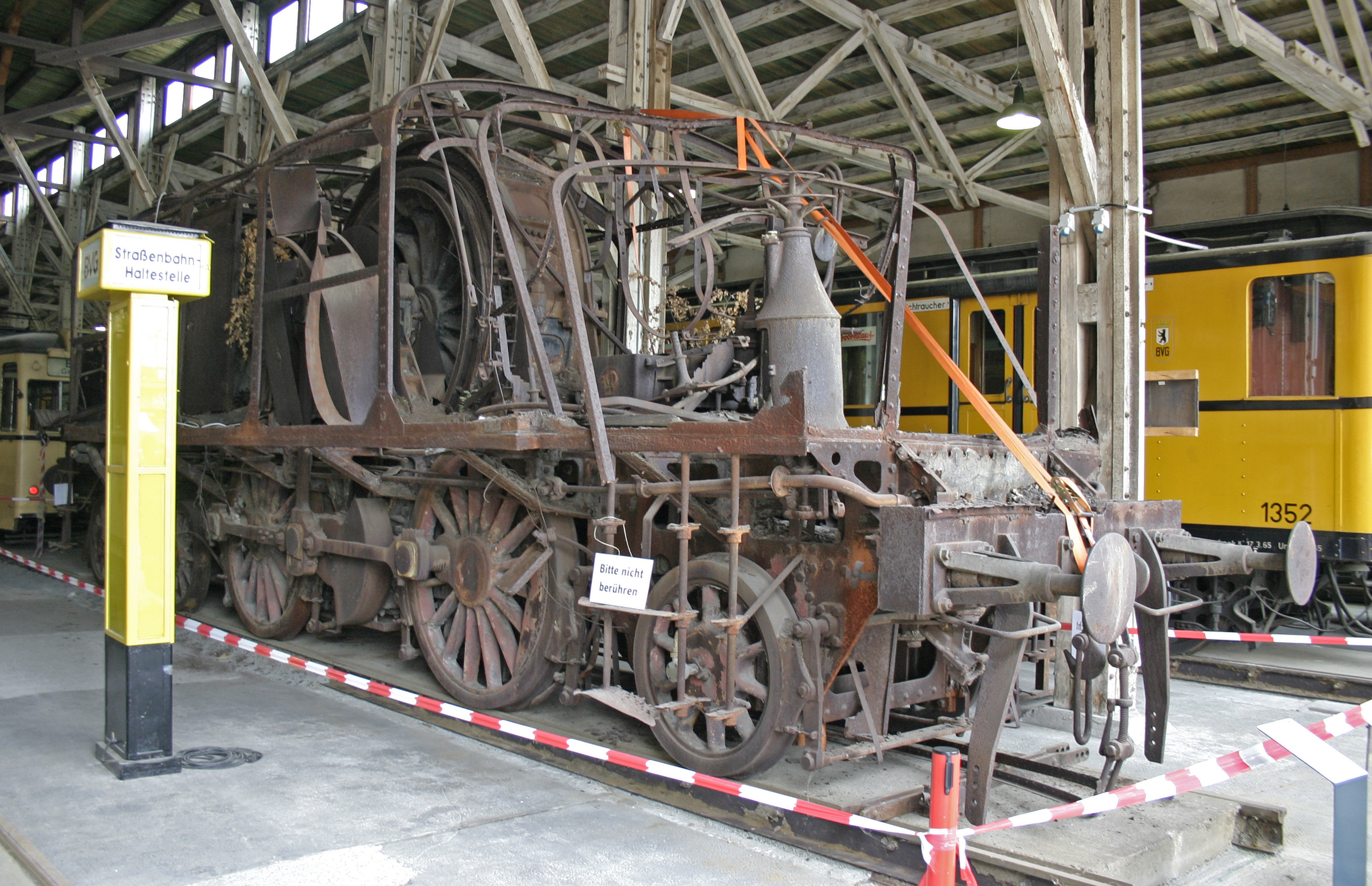
Wrack der E 00 02 im Deutschen Technikmuseum Berlin, 2018

Vor ihrer Inbetriebnahme wurde die Lok zur Internationalen Industrie- und Gewerbeausstellung nach Turin gebracht, um sie einem breiten Publikum zu präsentieren. Im Betrieb konnte die ES 2 ähnliche Leistung wie ihre Schwestermaschine erreichen; mit 90 kN Anfahrzugkraft lag sie gut über dem projektierten Wert. Das war jedoch erst nach Austausch der Bügelstromabnehmer gegen Scherenstromabnehmer möglich geworden.
Nach dem Ersten Weltkrieg kam die ES 2 zur Wiesen- und Wehratalbahn nach Basel, wo sie vor ihrer Abstellung vier Jahre lang ihren Dienst versah. Zur Erhaltung wurde sie 1927 dem damaligen Berliner Verkehrs- und Baumuseum im Hamburger Bahnhof übergeben. Während des Zweiten Weltkriegs wurde sie dort stark beschädigt. 
Nach dem Krieg stand sie bis 1984 vor dem nur für DDR-Reichsbahner zugänglichen Verkehrs- und Baumuseum und verfiel durch Witterungseinflüsse und den Diebstahl von Bauteilen weiter. Im Zuge des S-Bahnvertrages, der 1984 zur Betriebsübernahme des West-Berliner S-Bahn-Teilnetzes durch die BVG führte, wurden die Objekte des Verkehrs- und Baumuseums zwischen dem Verkehrsmuseum Dresden und dem zu dieser Zeit neugegründeten Deutschen Technikmuseum Berlin aufgeteilt. Die inzwischen nur noch fragmentarisch erhaltene ES 2 wurde letzterem zugeschlagen und stand zunächst weiter ungeschützt neben dem Museumsdepot Monumentenhalle. Erst 2015 wurde sie in die Halle des Museumsdepots verbracht, wo sie an allen September-Sonntagen besichtigt werden kann.

### ES 3

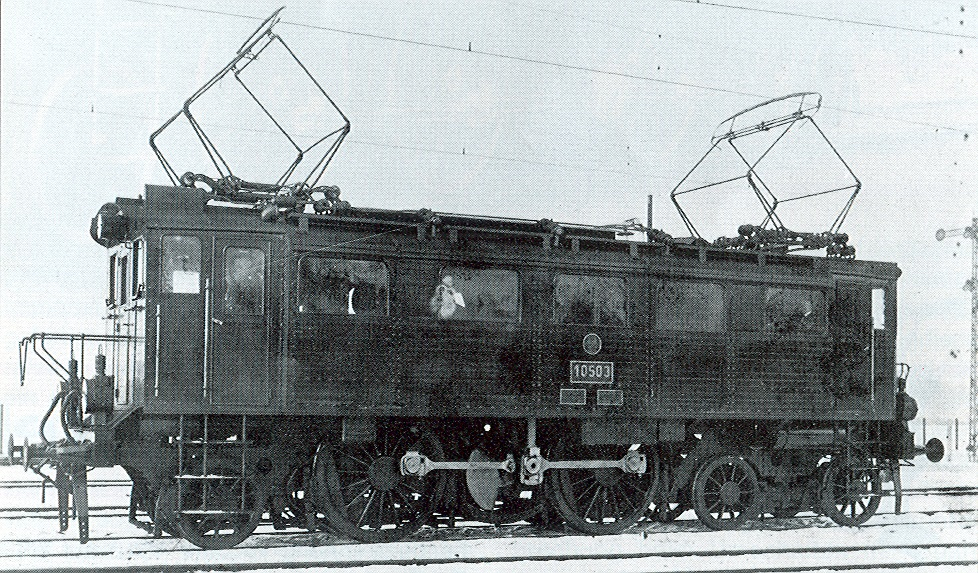
ES 3 1911 im Anlieferungszustand als 10503 Halle

Die ES 3 war deutlich stärker als die beiden anderen Maschinen. Besonders war auch die Ausführung ihres Kastens aus Holz. Erst nach einer Triebwerksverstärkung war die Maschine voll einsatzbereit, doch mehrere Selbsterregungen ließen die Maschine weiterhin problembehaftet sein. Die Wiederinbetriebnahme erfolgte nicht und 1923 wurde die Maschine aus dem Bestand genommen.